# Paolo Cesaretti
Paolo Cesaretti (Milano, 1957) è un bizantinista e filologo italiano.

## Biografia
Figlio di Gino Cesaretti e di Iris Spogliarich, dopo il Liceo-Ginnasio Alessandro Manzoni di Milano (tra i suoi docenti, Quirino Principe) e continuando lo studio del pianoforte con Alberto Mozzati si è iscritto all’Università di Pisa, dove si è poi laureato in Lettere Classiche nell’a.a. 1979/1980, relatore Franco Montanari. La sua tesi in Filologia Bizantina verteva sulla Esegesi del canone giambico pentecostale ascritto a san Giovanni Damasceno, opera filologica di Eustazio di Tessalonica. Il lavoro è stato condotto insieme alla condiscepola Silvia Ronchey. Avrà così inizio una serie di feconde collaborazioni intra- e interdisciplinari con vari studiosi, caratteristiche della sua attività.
Ha conseguito il titolo di Dottore di Ricerca in Filologia Greca e Latina (Università di Firenze) nell’estate 1989, con una tesi sull’allegorismo omerico in età bizantina. L’incontro con il bizantinista svedese Lennart Rydén presso l’Università di Uppsala corroborerà il suo interesse per l’agiografia bizantina, sviluppato poi negli a.a. 1991-1993 grazie a una borsa di post-dottorato in Filologia Classica presso l’Università Statale di Milano. 
Attivo nel mondo giornalistico e soprattutto editoriale (a partire dalla Rusconi Libri diretta da Raffaele Crovi) sin dagli anni universitari, negli anni ’90 si è dedicato specialmente all’editoria d’arte e illustrata; è stato consulente scientifico di Electa, passando poi a dirigere l’area libri della Amilcare Pizzi - Silvana Editoriale (1993-1996), quindi i Libri Illustrati di Mondadori Editore (1996-1999). 
Nell’a.a. 2000-2001 è stato assunto come ricercatore di Civiltà Bizantina, presso l’Università “G. d’Annunzio” di Chieti-Pescara; nell’a.a. 2006/2007 si è trasferito all’Università di Bergamo, dove nell’a.a. 2016-2017 è diventato professore associato di Civiltà Bizantina. 
Condirettore scientifico del periodico di cultura greca “Periptero”, è membro di numerosi comitati scientifici, associazioni e accademie. Consulente scientifico di Bolis Edizioni dal 2001, è stato direttore scientifico del salone editoriale “Terra di Libri” a Siena nel 2008 e nel 2009. Le sue collaborazioni con quotidiani e periodici vertono su temi legati, oltre che alla cultura bizantina e alla persistenza del classico, anche all'attualità politico-culturale.
Ha tenuto lezioni, seminari, conferenze, in atenei, musei, istituti culturali italiani e stranieri. 
È sposato con Clara Maria Matelli, artista e architetta.

## Ricerche di bizantinistica
Le ricerche di Cesaretti sono di matrice storico-filologica, con apertura a sviluppi interdisciplinari. La storia e la storia culturale bizantina sono a suo avviso “da sottrarre ai consueti cliché”, inquadrando “la successione dei fatti e le azioni dei personaggi nell’intreccio dei fatti” in “un processo dinamico anche in quella Bisanzio che amò rappresentarsi in base a una idea di immutabile ordine – taxis”.
Ha indagato soprattutto il periodo che va dalla Tarda Antichità alla Quarta Crociata, sotto i seguenti aspetti:
- la tradizione filologica, con particolare attenzione per l’opera di Michele Psello, di Gregorio di Corinto, di Teodoro Prodromo, di Giovanni Tzetzes, di Eustazio di Tessalonica; ha definito il corpus di quest’ultimo “uno dei più rilevanti lasciti intellettuali del XII secolo, in ambito non solo bizantino”[10], sottolineandone l’impatto sul complesso della produzione culturale[11];
- l’agiografia, con particolare attenzione ai saloi o “santi folli” Simeone e Andrea, alla produzione agiografica costantinopolitana e italomeridionale dei secc. IX-XI, alla “Storia di Barlaam e Ioasaf”;
- il rapporto tra Bisanzio e l’Occidente[12];
- l’età di Giustiniano e l’opera di Procopio di Cesarea;
- il rapporto tra testo e immagine a Bisanzio.

Ha inoltre studiato in prospettiva storico-culturale figure e momenti salienti della ricezione di Bisanzio nel Novecento.
Ha tradotto testi bizantini e curato le edizioni italiane di classici della bizantinistica novecentesca.

### Narrative non fiction bizantina
Tre opere  di narrative non fiction -  premiate in ambito critico e letterario extra-disciplinare e tradotte in varie lingue straniere - sono state dedicate da Cesaretti a figure femminili: nell’ordine, Teodora, sposa di Giustiniano I nel VI secolo (per la quale Cesaretti ha realizzato anche una nuova edizione, rivista e con bibliografia aggiornata, pubblicata da Bolis nel 2021); Agnès di Francia/Anna di Bisanzio, sposa di Alessio II e poi di Andronico I Comneni alla fine del XII secolo; le quattro mogli dell’imperatore Leone VI il Sapiente, tra IX e X secolo. 

## Altri studi e pubblicazioni
A Cesaretti si devono opere riguardanti la persistenza della tradizione classica e delle sue fonti nella lingua e nella cultura italiana ed europea, anche con attenzione al pubblico non accademico e giovanile. 
Ha curato e tradotto testi di paleografia, di antropologia, di storia dell’arte, oltre che di poesia contemporanea. Ha inoltre ideato e coordinato opere a più voci legate a problematiche interdisciplinari nonché a musica, urbanistica, economia, imprese sportive.
Ha collaborato con i registi e autori britannici Peter Greenaway (mostra, installazione e catalogo ‘Watching Water’ – Biennale di Venezia 1993) e Robin Hardy (ECTTP – parchi tematici culturali) e con vari artisti contemporanei per mostre, installazioni, cataloghi espositivi. Ha coordinato la collana di video d’arte Electa.
Ha partecipato a numerose trasmissioni radiofoniche e televisive e a produzioni multimediali legate alla storia e alla cultura antica.
Il suo prosimetrum ‘Insieme nel nome’ (‘epistola omiletica’ al pontefice Giovanni Paolo II) ha postulato in forma poetica la santificazione dei giudici Giovanni Falcone e Paolo Borsellino.
La prova dell’11. Critica della ragion calcistica, scritto da Cesaretti insieme a Bruno Pedretti e pubblicato con lo pseudonimo Italo Palla (la premessa era di Arrigo Sacchi) nell’anno 1994, è un pamphlet burlesco dove il gioco del calcio è interpretato come paradossale “metafora della vita” e dell’azione politica.

## Opere principali

### Bizantinistica

#### Edizioni critiche e testi di scavo
- Procopio di Cesarea, Santa Sofia di Costantinopoli. Un tempio di luce (De aedificiis I 1,1-78), Paolo Cesaretti, Maria Luigia Fobelli (a c. di), Jaca Book, Milano 2011.

- Leonzio di Neapoli, Niceforo prete di S. Sofia, Vite dei saloi Simeone e Andrea, Paolo Cesaretti (a c. di), Introduzione di Augusta Acconcia Longo, Dipartimento di Scienze dell’Antichità “Sapienza”, Università di Roma, Roma 2014.

- Eustathii Thessalonicensis Exegesis in Canonem Iambicum Pentecostalem, recensuerunt indicibusque instruxerunt, Paolo Cesaretti, Silvia Ronchey (a c. di), De Gruyter, Berlino – Monaco – Boston 2014.

#### Monografie
- Allegoristi di Omero e Bisanzio. Ricerche ermeneutiche (XI-XII secolo), introduzione di Franco Montanari, Guerini e Associati, Milano 1991.

- Teodora. Ascesa di una imperatrice, Mondadori, Milano 2001 (rist. 2002 e succ.) (traduzioni - 2003: francese, neogreco, polacco; 2004: inglese, tedesco, fārsi; 2008: spagnolo; 2011: sloveno). Nuova edizione, rivista e con bibliografia aggiornata: Bolis Edizioni, Azzano S. Paolo (Bg) 2021.

- Ravenna. Gli splendori di un Impero, FMR Art’è, Bologna 2005 (traduzioni - 2005: inglese; 2006: francese; 2007: spagnolo).

- L’impero perduto. Vita di Anna di Bisanzio, una sovrana tra Oriente e Occidente, Mondadori, Milano 2006 (traduzioni - 2007: greco; 2009: serbo).

- Le quattro mogli dell’imperatore. Storia di Leone VI di Bisanzio e della sua corte, Mondadori, Milano 2015 (traduzioni - 2016: neogreco).

- Testo agiografico e orizzonte visivo. Ricontestualizzare le vite dei saloi Simeone e Andrea (BHG 1677, 115z), con Basema Hamarneh, Introduzione di Augusta Acconcia Longo, Dipartimento di Scienze dell’Antichità “Sapienza”, Università di Roma, Roma 2016.

#### Opere di consultazione e di riferimento
- il Dizionarietto di Greco. Le parole dei nostri pensieri, con Edi Minguzzi, ELS La Scuola, Brescia 2017 (nuova edizione con Edi Minguzzi, rivista e ampliata: Scholé, Brescia 2021).

- il Dizionarietto di Latino. La rete comune d’Europa, con Edi Minguzzi, Scholé, Brescia 2018.

- il Dizionarietto dei miti greci e latini. Parole delle favole antiche, con Edi Minguzzi, Scholé, Brescia 2019.

#### Curatele e traduzioni: produzione letteraria bizantina
- Vita bizantina di Barlaam e Ioasaf, Paolo Cesaretti, Silvia Ronchey (a c. di), Rusconi, Milano 1980.

- Leonzio di Neapoli - Niceforo prete di Santa Sofia, I santi folli di Bisanzio. Vite di Simeone e Andrea, a cura di Paolo Cesaretti, Introduzione di Lennart Rydén, Mondadori, Milano 1990.

- Procopio, Storie segrete, a cura di Fabrizio Conca, versione di Paolo Cesaretti, BUR Rizzoli, Milano 1996.

- Storia di Barlaam e Ioasaf. La vita bizantina del Buddha, Paolo Cesaretti, Silvia Ronchey (a c. di), Einaudi, Torino 2012.

#### Curatele e traduzioni: bizantinistica novecentesca, ricerche di bizantinistica
- Ernst Kitzinger, L’arte bizantina. Correnti stilistiche nell’arte mediterranea dal III al VII secolo, edizione italiana a cura di Paolo Cesaretti, Il Saggiatore, Milano 1989 (ediz. orig. E.K., Byzantine Art in the Making. Main lines of stylistic development in Mediterranean Art 3rd-7th Century, London 1977).

- Cyril Mango, La civiltà bizantina, a cura di e tradotto da Paolo Cesaretti, Laterza, Roma-Bari 1991 (ed. or. C.M., Byzantium. The Empire of New Rome, London 1980). Opera più volte ristampata anche in versione economica[21].

- Guglielmo Cavallo (a cura di), L’uomo bizantino, traduzioni italiane dei testi originali inglesi (R. Browning, A. Kazhdan, C. Mango, M. McCormick, A.-M. Talbot), francesi (A. Guillou, N. Oikonomides, E. Patlagean), tedeschi (P. Schreiner) di Paolo Cesaretti, Laterza, Roma-Bari 1992.

- Michel Kaplan, Bisanzio. L'oro e la porpora di un impero, adattamento dell’edizione italiana a cura di Paolo Cesaretti, Electa Gallimard, Milano 1993 (ed. or. M.K., Tout l’or de Byzance, Gallimard, Paris 1991).

- Ernst Kitzinger, Alle origini dell’arte bizantina. Correnti stilistiche nel mondo mediterraneo dal III al VII secolo, edizione italiana a cura di Maria Andaloro e Paolo Cesaretti, traduzione di Paolo Cesaretti, Jaca Book, Milano 2005 (nuova edizione italiana di E.K., Byzantine Art in the Making, vd. supra).
- Dante e Bisanzio, a cura di Paolo Cesaretti, in C. Irene, M. Galdi (edd.), Dante e la Grecia / Ο Δάντης και η Ελλάδα, ETP Books, Atene 2021.
- Cultura bizantina fra Grecia e Italia. Dossier monografico, a cura di Paolo Cesaretti, "Periptero" 13-14, ETP Books, Atene 2021.

#### Saggi e articoli
- Eustazio di Tessalonica e l’etimologia di physis: una fonte stoica?, in “Studi Classici e Orientali” 36 (1986), pp. 139-145.
- Interpretazioni aristofanee nel commento di Eustazio all’inno pentecostale attribuito a Giovanni Damasceno, in “Interpretazioni antiche e moderne di testi greci”, Pisa 1987 (Biblioteca di Studi Antichi, 53 = Ricerche di Filologia Classica, 3), pp. 169-213.
- Eustathios’ Commentary on the pentecostal Hymn ascribed to St. John Damascene: a New Critical Edition, in “Svenska Kommittén för bysantiska studier. Bulletin” 5 (1987), pp. 19-22
- Su Eustazio e Venezia, in “Aevum” 62 (1988), pp. 218-227.
- Some remarks on the Vita of the Empress Theophano (BHG 1794), in “Svenska Kommittén för bysantiska studier. Bulletin” 6 (1988), pp. 23-27.
- Bisanzio nelle parole, in “Strumenti Critici” N.S. 4 (1989), pp. 337-355.
- The Third International Conference on Byzantine Palaeography (Erice 1988), in “Svenska Kommittén för bysantiska studier. Bulletin” 7 (1989), pp. 29-32.
- Bisanzio allegorica, in “Strumenti Critici” N.S. 5 (1990), pp. 23-44.
- Da Marco d’Otranto a Demetrio. Alcune note di lettura su poeti bizantini del Salento, in “Rivista di Studi Bizantini e Neoellenici”, N.S. 37 (2000, pubbl. 2001), pp. 183-208.
- Alla ricerca di Byzantium proper Lennart Rydén (1931-2002) e la sua ultima opera, in “Aevum” 77 (2003), pp. 473-482.
- Un Leitmotiv narrativo tra la Vita di Santa Teofano (BHG 1794) e il Menologio di Basilio II (cod. Vat. Gr. 1613), in “Νέα Ῥώμη. Rivista di ricerche bizantinistiche” 2 (2005), pp. 115-149 [Ἀμπελοκήπιον. Studi di amici e colleghi in onore di Vera von Falkenhausen, II].
- Gong dalla Cattedrale, in “Rivista di Studi Bizantini e Neoellenici”, N.S. 43 (2006, pubbl. 2007), pp. 261-296 [Ricordo di Lidia Perria, II].
- Bisanzio e la bizantinistica attraverso il Repertorium Fontium Historiae Medii Aevi, in Senza Confini. Il Repertorium Fontium Historiae Medii Aevi 1962-2007. Roma, 9 novembre 2007, I. Lori Sanfilippo (a c. di) (Istituto Storico Italiano per il Medio Evo, “Nuovi Studi Storici” 78), Roma 2008, pp. 111-130.
- All’ombra di una preterizione (Proc. Aed. I 1,2), in “Rivista di Studi Bizantini e Neoellenici”, N.S. 45 (2008, pubbl. 2009), pp. 153-178.
- Bisanzio ritrovata. Genesi di un approdo letterario in W.B. Yeats, in Gli spazi urbani tra immaginario e realtà. Incontro di studi in ricordo di Lelio Pagani (Università di Bergamo, 20-21 settembre 2007), P. Cesaretti, R. Ferlinghetti (a c. di), Bergamo 2009, pp. 107-117.
- Due agnizioni per Procopio, in “Rivista di Studi Bizantini e Neoellenici”, N.S. 46 (2009, pubbl. 2010), pp. 3-31.
- “Bona civitatibus ex historia” (Proc. Aed. I 1,2), in “Νέα Ῥώμη. Rivista di ricerche bizantinistiche” 7 (2010, pubbl. 2011), pp. 41-56 [Ἔξεμπλον. Studi in onore di Irmgard Hutter, II].
- I Longobardi di Procopio, in I Longobardi e la storia. Un percorso attraverso le fonti, F. Lo Monaco, F. Mores (a c. di), Roma 2012 (“Altomedioevo” 7), pp. 19-73.
- “Germoglio di regale radice”. Calchi bizantini per la monarchia capetingia, in Università degli Studi di Bergamo – Facoltà di Scienze Umanistiche, Mosaico francese. Studi in onore di Alberto Castoldi, J. Schiavini Trezzi (a c. di), Moretti & Vitali, Bergamo 2012, (“Il Tridente” Campus 90), pp. 137-167.
- The Exegete as a Storyteller: the Dawn of Humanity according to Eustathios of Thessalonike, in Medieval Greek Storytelling: Fictionality and Narrative in Byzantium, P. Roilos (a c. di), Wiesbaden 2014, pp. 131-140.
- Le chiavi di Roma. Un Leitmotiv narrativo in Procopio di Cesarea, in L’officina dello sguardo: scritti in onore di Maria Andaloro, G. Bordi, I. Carlettini, M.L. Fobelli, M.R. Menna, P. Pogliani (a c. di), Roma 2014 (“I luoghi dell’arte” I), pp. 297-303.
- The Echo of the Sirens: Allegorical Interpretation and Literary Deployment from Eustathios to Niketas Choniates, in Mυθοπλασίες. Χρήση και πρόσληψη των αρχαίων μύθων από την αρχαιότητα μέχρι σήμερα (Proceedings of the international conference “Use and Reception of Greek Myths in ancient, Bizantine and modern Greek history, literature and art”. European Cultural Centre of Delphi, 28-30 January 2010), S. Efthymiadis, A.K. Petridis (a c. di), Peristeri 2015, pp. 251-277.
- The Life of St Andrew the Fool by Lennart Rydén: vingt ans après, in “Scandinavian Journal of Byzantine and Modern Greek Studies”, 2 (2016), pp. 31-51.
- “Raimondi” alias Maraini, “Rominger” alias Kitzinger: i molti sottili legami di un opus magnum, in Studi bizantini in onore di Mara Dora Spadaro, T. Creazzo, C. Crimi, R. Gentile, G. Strano (a c. di), Acireale-Roma 2016, pp. 51-90.
- In my end is my beginning: Eustathios’ Ἐξήγησις εἰς τὸν ἰαμβικὸν κανόνα τῆς Πεντηκοστῆς. At the Origins of Byzantine Philology, in Reading Eustathios of Thessalonike (= Proceedings of Διεθνές Συνέδριο «Ευστάθιος Θεσσαλονίκης». Thessalonike, 26-28 February 2015), ed. by F. Pontani – V. Katsaros – V. Sarris, de Gruyter, Berlin – Boston – Münich 2017, pp. 167-179.
- Per Leone di Centuripe e i suoi encomi di s. Nettario (BHG 2284) e di s. Giacomo maggiore (BHG 786D) (con Stephanos Efthymiadis), in “Νέα Ῥώμη. Rivista di ricerche bizantinistiche” XIV (2017: ma 2018), pp. 275-295.
- Una città “cristiana”? Costantino imperatore e la sua capitale, in “Nuova Secondaria” XXXIV – “Nuova Secondaria Ricerca” 8 (2017), pp. 46-58.
- Se Bisanzio riappare al Phanar, in “Vita e Pensiero” 100/3 (2017), pp. 131-135.
- “Le meraviglie del giorno”: il mondo creato, dal discorso dell’Areopago al primo Esamerone, in “Nuova Secondaria” XXXV – “Nuova Secondaria Ricerca” 9 (2018), pp. 64-78.
- Se l’esegeta è un Ulisse, in “Periptero” I 3 (2018), pp. 45-46.
- Quanti sguardi per un Polytropos. Dialogo tra Paolo Cesaretti e Filippomaria Pontani, in “Periptero” ivi, pp. 54-59.
- Il mondo tardoantico secondo Marrou, in A. Scotto Di Luzio (ed.), Crisi della storia, crisi della verità. Saggi su Marrou, Studium, Roma 2018, pp. 173-187.
- Dal greco al latino, ritorno o persistenza dei classici?, in “Vita e Pensiero” 101/3 (2018), pp. 118-122.
- Oltre la «Polis felice e imperiale». Alcuni elementi di spatiality letteraria nella Vita di santa Teofano (BHG 1794), in M. Re, C. Rognoni, F. P. Vuturo (edd.), Ritrovare Bisanzio: atti delle Giornate di studio sulla civiltà bizantina in Italia meridionale e nei Balcani dedicate alla memoria di André Guillou (Palermo, 26-28 maggio 2016), "Byzantino-Sicula" VII, Palermo 2019, pp. 143-158.
- Procopius's Eyes: How a Sophisticated Historian looked at the Empress who had been a Starlet, in J. Merril (ed.), The Showgirl Costume. An Illustrated History, Jefferson (USA) 2019, pp. 15-17.
- Le meraviglie dell'Arcipelago. Dialogo tra Paolo Cesaretti e Giorgio Ieranò, in "Periptero" 5 (2019), pp. 26-33.
- Il Patriarca Metodio nella testimonianza della Vita di santa Teofano (BHG 1794), in G. Strano (ed.), Fra Oriente e Occidente. In memoria di Filippo Burgarella, Roma 2020, pp. 45-57.
- Appunti per un isolario agiografico. Percorsi di santità attraverso le isole in età bizantina, “Rivista di Studi Bizantini e Neoellenici” N. S. 56 (2020), pp. 13-40.
- Un decennio, due destini Costantinopoli 1261, Firenze 1265, in C. Irene, M. Galdi (edd.), Dante e la Grecia / Ο Δάντης και η Ελλάδα, I, Atene 2021, pp. 101-108.
- Tra memoria culturale e attualizzazione politica. Le Guerre Persiane a Bisanzio, in G. E. Manzoni (ed.), Il mito, il sacro, la patria dei poeti. Le radici identitarie dell'Europa a 2500 anni dalle guerre persiane, Studium, Roma 2021, pp. 1-26.

#### Voci per enciclopedie e dizionari
- Lemmi “Ravenna” e “Tzetzes, John”, in “The Harvard Classical Tradition”, T. Grafton, S. Settis (a c. di), Harvard University Press, Cambridge 2010, pp. 806 s., 957.

### Altre pubblicazioni

#### Curatele: saggistica
- A. Compagnoni, K2: conquista italiana tra storia e memoria, P. Cesaretti (a c. di), Bolis Edizioni, Azzano S. Paolo (BG), 2004.

- Gli spazi urbani tra immaginario e realtà. Seminario in memoria di Lelio Pagani (Università di Bergamo, 20-2 Settembre 2007), P. Cesaretti – R. Ferlinghetti (a c. di), pp. 296, Sestante – Bergamo University Press, Bergamo 2009 [˝Dintorni. Rivista di letterature e culture dell’Università degli Studi di Bergamo˝ 6].

- Territori italiani. Radici e risorse delle economie locali, A. Carera – P. Cesaretti (a c. di), pp. 192, Bolis Edizioni, Azzano S. Paolo (BG) 2011.

- Roma. Evoluzione di una Capitale 1861-2011, P. Cesaretti (a c. di), pp. 159, Bolis Edizioni, Azzano S. Paolo (BG) 2011.

- Benetton. L’impresa della visione, P. Cesaretti – L. Pollini (a c. di), pp. 348, Salani, Milano 2012[22].

- Dall’Alto, P. Cesaretti (a c. di) = “Elephant and Castle” 4 (2012).

- “E’ nella crisi che emerge il meglio di ognuno” (Albert Einstein). Idee, numeri, racconti, P. Cesaretti (a c. di), pp. 192, Bolis Edizioni, Azzano S. Paolo (BG) 2013.

- Uomini e ambienti. Dalla storia al futuro, P. Cesaretti – R. Ferlinghetti (a c. di), pp. 192, Bolis Edizioni, Azzano S. Paolo (BG) 2014.

- Gino Cesaretti, Lucido e buio, P. Cesaretti (a c. di), nota introduttiva di Daniela Marcheschi, Bolis Edizioni, Azzano S. Paolo (BG) 2015.

- Centri urbani. Storie e progetti, P. Cesaretti (a c. di), pp. 207, Bolis Edizioni, Azzano S. Paolo (BG) 2016.

- Le Mura. Da antica fortezza a icona urbana, P. Cesaretti (a c. di), pp. 144, Bolis Edizioni, Azzano S. Paolo (BG) 2016.

- Lodi nuovo. Storie di architettura del terzo millennio, P. Cesaretti (a c. di), pp. 173, Bolis Edizioni, Azzano S. Paolo (BG) 2018.

- Franca Cella, Leyla Gencer: the Story of a Primadonna, P. Cesaretti (project director), pp. 551, Bolis Edizioni, Azzano S. Paolo (BG) 2018.

#### Traduzioni: saggistica
- In A. Petrucci, La descrizione del manoscritto. Storia, problemi, modelli, La Nuova Italia Scientifica, Roma 1984, pp. 125-140 (dal latino: Monfaucon, Bandini), 146-152 (dal latino: Vattasso-Franchi de’ Cavalieri), 177-199 (dal tedesco: Deutsche Forschungsgemeinschaft).

- D.J. Gordon, L’immagine e la parola. Cultura e simboli del Rinascimento, Il Saggiatore, Milano 1987 (dall’inglese).

- J. Goody, Il suono e i segni. L’interfaccia tra scrittura e oralità, Il Saggiatore, Milano 1989 (dall’inglese).

#### Traduzioni: letteratura d'invenzione
- P. Greenaway, Watching Water, 2 voll., Electa, Milano 1993 (dall’inglese).

- A.R. Henriques, Il Libro di Mechtilde, Mondadori, Milano, 1997 (dall’inglese).

#### Articoli
- Giulio Cesare nelle letterature, in Giulio Cesare. L’uomo, le imprese, il mito. Catalogo della mostra (Roma, 23 Ottobre 2008 – 3 Maggio 2009), G. Gentili, Silvana Ed., Cinisello Balsamo (MI) 2008, pp. 106-111.

- Metamorfosi di metamorfosi. Una digressione su Glauco, “Elephant and Castle” 3 (2011), website: http://cav.unibg.it/elephant_castle/web/saggi/metamorfosi-di-metamorfosi-una digressione-su-glauco/51.
- Kosmos, in C. Franzoni, P. Nardoni (edd.), What a Wonderful World. La lunga storia dell’Ornamento tra Arte e Natura, Skira, Milano 2019, pp. 71-73.

#### Opere d'invenzione
- Insieme nel nome, Introduzione di Maria Corti, in “Il belpaese” 9 (1993), pp. 1-25.

- I. Palla [= P. Cesaretti, B. Pedretti], La prova dell’11. Critica della ragion calcistica, Bompiani, Milano 1994.

## Riconoscimenti
Per l’attività di ricerca e le sue opere Paolo Cesaretti ha ricevuto i seguenti premi:
2002 - Per la monografia Teodora. Ascesa di una imperatrice:
- Premio Grinzane Cavour per saggistica d’autore - ex aequo (TO);

- Premio “Ravenna nelle sue pagine” (RA).

2007 - Per la monografia L’impero perduto. Vita di Anna di Bisanzio, una sovrana tra Oriente e Occidente:
- Premio Nazionale Rhegium Julii “Leonida Repaci” per la saggistica storica(RC);[23]

- Premio internazionale Ascoli Piceno per gli studi medievali. Letteratura e saggistica, spettacolo (AP);

- Premio Alberico Sala Terre dell’Anima (Treviglio – BG).

2013 - Per l’attività di ricerca:
Premio 5x1000 dell’Università degli Studi di Bergamo. 
2015 - Per la pubblicazione Eustathii Thessalonicensis Exegesis in Canonem Iambicum Pentecostalem: 
Premio 5x1000 del Dipartimento di Lettere e Filosofia dell’Università degli Studi di Bergamo.
2020 - Per la pubblicazione delle tre opere il Dizionarietto di Greco. Le parole dei nostri pensieri; il Dizionarietto di Latino. La rete comune d’Europa; il Dizionarietto dei miti greci e latini. Parole delle favole antiche (Scholé, Brescia 2017-2019), con Edi Minguzzi:
Premio Letterario Brianza. Premiazione Saggi 2020 (1º premio)